# 日本國鐵EF11型電力機車
EF11型电力机车（日语：EF11形電気機関車）是日本铁路的干线货运电力机车车型之一，由芝浦製作所、汽車製造等企业联合设计制造，适用于供电制式为1500伏直流电的电气化铁路。

## 历史
1935年，芝浦製作所、汽車製造等企业在EF10型电力机车的基础上，成功研制了带有再生制动的EF11型电力机车。1935年至1937年间，共试制了四台该型机车，其中1、3号机车于1935年制造，2号机车于1936年制造，4号机车于1937年制造。
EF11型电力机车是干线货运用的大型直流电力机车，适用于供电制式为1500伏直流电的电气化铁路。机车采用非承载式结构的全金属箱形车体；1～3号机车采用了与EF10型1～16号机车相同的车体外观，但改为采用焊接结构；而4号机车则采用了与EF10型17～24号机车相似的半流线型焊接结构车体。机车总体结构与EF10型电力机车基本相同，机车两端为露天的通过台区域，车体两端各设有一个司机室，车体中部为电气室。
机车采用1Co-Co1轴式。牵引电动机采用抱轴式悬挂，通过一级减速齿轮驱动轮对，牵引齿轮传动比为20：83（1：4.15）。EF10型电力机车是直—直流电传动的直流电力机车，通过调节起动电阻、牵引电动机的三段式串—并联转换和磁场削弱来达到调速的目的。再生制动工况时，串励电动机变为他励发电机运转，制动电流通过励磁机输出的励磁电流来调节。
EF11型电力机车投入运用初期，1、2号机车配属甲府机关区，3、4号机车配属水上机关区，分别运用于中央本线和上越线。1941年（昭和16年），所有EF11型电力机车集中配属到甲府机关区，至1943年（昭和18年）又全部转配属水上机关区。
1936年（昭和11年），EF11-1号机车曾经在上越线进行再生制动的试验，试验结果显示效果良好，牵引旅客列车或货物列车时的电能回收率均可达到30%以上。但由于采用再生制动必须对既有的供电电网进行改造，因此铁道省对大规模普及再生制动并没有太大兴趣。1943年，部分机车取消了再生制动功能，在战争期间与EF10型电力机车共同运用。
1947年（昭和22年）至1948年（昭和23年）间，EF11型电力机车陆续改配属国府津机关区和甲府机关区；同时，除了2号机车以外的三台机车均恢复了再生制动。1957年（昭和32年），EF11型电力机车改配属八王子机关区。由于再生制动功能很少被使用，因此至1961年（昭和36年）再被取消。1974年（昭和49年），所有EF11型电力机车正式报废。

## 参看
- EF10型电力机车
- EF12型电力机车
- 日本电力机车列表